# Alot
Alot (en hindi: अलोट ) es una localidad de la India, en el distrito de Ratlam, estado de Madhya Pradesh.

## Geografía
Se encuentra a una altitud de 445 m s. n. m. a 261 km de la capital estatal, Bhopal, en la zona horaria UTC +5:30.

## Demografía
Según estimación 2010 contaba con una población de 25 068 habitantes.